# Благодатне (Хабаровський район)
Благода́тне (рос. Благодатное) — село у складі Хабаровського району Хабаровського краю, Росія. Входить до складу Князе-Волконського сільського поселення.

## Населення
Населення — 820 осіб (2010; 822 у 2002).
Національний склад (станом на 2002 рік):
- росіяни — 90 %